# Yume no Crayon Oukoku
Yume no Crayon Oukoku (夢のクレヨン王国) là một bộ anime của hãng TOEI Animation sản xuất năm 1997 tới năm 1999. Là bộ phim chuyển thể từ loạt tiểu thuyết cùng tên của Reizo Fukunaga và được chuyển thể thành manga bởi Michiru Kataoka, bộ truyện được đăng nhiều kỳ trên Nakayoshi từ tháng 8 năm 1997 đến tháng 8 năm 1998. Bộ anime gồm 70 tập. Bộ phim đã được lồng tiếng sang tiếng Pháp, Ý, Nga, Hàn Quốc và Trung Quốc.

## Manga
Tổng cộng có ba tập manga được phát hành từ tháng 1 năm 1998 đến cuối năm 1998. Dưới đây là tên và mã ISBN.
1. 「夢のクレヨン王国（1）」 1998年1月、ISBN 4-06-178880-9
2. 「夢のクレヨン王国（2）」 1998年6月、ISBN 4-06-178889-2
3. 「夢のクレヨン王国（3）」 1998年12月、ISBN 4-06-178905-8